# 李媽兜
李媽兜（1898年—1953年7月18日），是一位出身臺南大內的社會運動參與者及中國共產黨黨員。

## 生平

### 早期生活
1898年，李媽兜出生於大日本帝國臺灣臺南州曾文郡大內庄二層行溪畔某農村。後來，李媽兜的父母在他十三歲時將他送入公學校就讀。
李媽兜於十八歲時畢業於公學校，並隨後於善化公學校擔任教員；因為無法忍受日籍人士欺侮臺籍教員的行徑，李媽兜與日本籍校長常人旋行發生嚴重肢體衝突，並隨即辭去教職。但是，李媽兜隨後又返回善化公學校任職，並再度與教務主任發生言語及肢體衝突，且雙雙遭開除。後來，李媽兜曾任新化糖廠糖業科試驗員、新化街役場巡視員等職位，但都因無法忍受日臺人員的差別待遇而與他人發生肢體衝突並被迫辭職。不久，李媽兜的妻子黃再美訴請當局准予離婚。
1928年，李媽兜自澎湖偷渡至廈門白水營圩開設西藥房，並隨後向國民政府申請變更國籍。

### 戰時經歷
1937年，因中日戰爭爆發，受國民政府沒收滯福建臺人產業及遷徙臺人政策之故，放棄行醫逃至鼓浪嶼，並申請入籍中華民國，嗣後改於於福建山間從事行醫活動。
1943年9月為躲避日本政府於福建地區逮捕臺人之行動，經友人介紹投入李友邦所成立的臺灣義勇隊，負責抗日情報工作，1945年5月獲派至廣東省淪陷區從事抗日行動。
1945年8月，日本無條件投降之後，李媽兜停止抗日情報活動，改從事戰後綏撫相關工作。1946年1自廣東汕頭返臺。

### 加入共產黨
1946年初返台後，李媽兜一連串求職活動俱告失利。期間，臺灣長官公署及國民黨政權的治理導致臺灣人民面臨經濟及生活不安定的情況，他因而察覺到由階級造成的弱勢者壓迫。
1946年6月，在陳福星的引介下，李媽兜經崔志信介紹結識張志忠，隨後加入中國共產黨。同年10月，李媽兜與陳文山、陳福星等成立臺南市工委會，並受蔡孝乾領導；李媽兜自任委員兼書記，雙陳則負責宣傳、組織。
1947年2月二二八事件爆發，3月2日開始，李媽兜響應由張志忠於嘉義所組織的臺灣民主聯軍嘉南縱隊(後稱台灣自治聯軍)號召，從事反抗活動，並於3月3日於臺南師範學校取得若干武器，於3月4日參與聯軍攻打嘉義水上機場之武裝行動。3月13日，武裝行動受國民政府軍隊瓦解，李媽兜率眾潛逃至臺南縣大內鄉躲避當局追查，並建立基地，後於1948年6-7月間因經濟問題解散。
1948年5月，李媽兜至香港參加台灣省工作幹部會議，在中共華東局幹部主持下與省工委系統、舊台共系統及部分中共代表討論並檢討修正在臺工作發展策略。7月，李媽兜返台從事臺南、嘉義及高雄地區組織發展活動，陸續成立26個支部及3個直屬小組，吸收工、農及智識份子加入。

### 偵辦過程
1949年11月3日，李媽兜在疑似組織被破獲的狀態展開逃亡生活，此後於臺南及嘉義一帶藏匿，躲避國民政府追查，逃亡期間在真假不一情報交織下，政府單位難以掌握其確切行蹤。
1950年1月，蔡孝乾被逮捕並「自新」，李媽兜與組織聯繫中斷，隨後與女友陳淑端展開逃亡生活，陳淑端並非李媽兜的黨內同志，對其所組織的黨內行動也毫不知情，但也在李媽兜逃亡期間與其一同進出。
1950年7月18日，呈報統管全國情治機關的總統府機要室資料組「為集中線索，早日肅清起見」，開始嚴緝李媽兜，負責緝捕的專案小組在一年後已擴大為包括保安司令部2個組、保密局2個組、調查局個站、1個憲兵團、3個縣市警局等在內的龐大組織，但仍無法掌握李媽兜的行蹤。
直到1952年2月14日，負責海巡緝私的「保安司令部安平港聯合檢驗處」在16日拂曉於曾文溪口外海發現一艘正要前往香港的「協勝號」漁船行跡可疑，發現李媽兜欲由安平港偷渡往香港，遂將其逮捕，17日夜受押至台北接受審訊。

### 審判過程
被捕後的李媽兜當局宣傳的「匪諜自首，既往不咎」的宣傳，供出所知道的支部組織和成員，使李明珠等53名黨員被逮，台灣省保安司令部以李媽兜能坦白直陳，擬准予自新，但自新後的李媽兜並未如同原本預期的能獲釋，1952年8月，保安司令部發文國防部參謀總長周玉柔，認為已將情報和盤托出的李媽兜無利用價值，將其交付軍法審判，1952年12月17日，李媽兜被關進軍法看守所，同年12月20日，李媽兜被起訴，與他同案的是在逃亡期間與其同居的26歲的陳淑端，1953年7月18日李媽兜、陳淑端於臺北川端橋南端刑場（後為中正橋下網球場一帶）被槍決。

### 撤銷罪名
促轉會認定「違反自由民主憲政秩序、侵害公平審判原則」，屬「司法不法」，依促轉條例第6條第3項第2款規定撤銷。
李媽兜案為第三屆模擬憲法法庭主題為轉型正義的劇本，鄭光倫是模擬憲法法庭訴訟代理人。認為人民因為國家違法行為，導致權利受到不可回復損害的「事後賠償」。對於戒嚴時期受軍事審判的當事人而言，應該給予完整的上訴權平反案件。戒嚴時期受到不當審判的受刑人，解嚴之後可以透過《二二八事件處理及補償條例》《戒嚴時期不當叛亂暨匪諜審判案件補償條例》兩條例申請補償。李媽兜受到國家暴力，卻無法賦予他任何補償或平反機會，因為國安法而限縮現有的救濟管道。

## 外部連結
- 李媽兜的革命人生| PNN 公視新聞議題中心